# Katsuhiko Satō
Katsuhiko Satō (jap. 佐藤 勝彦, * 18. Mai 1943) ist ein ehemaliger japanischer Radrennfahrer.

## Sportliche Laufbahn
Katsuhiko Satō war im Bahnradsport aktiv. Er war Teilnehmer der Olympischen Sommerspiele 1964 in Tokio. Im 1000-Meter-Zeitfahren kam er beim Sieg von Patrick Sercu auf den 10. Platz. Im Sprintrennen gewann er seinen Vorlauf und schied in der 2. Runde aus.
Von 1965 bis 1996 war er im Keirin aktiv und gewann mehr als 450 Keirinwettbewerbe.